# Бранилац (2. сезона)
Друга сезона драмске телевизијске серије Бранилац је емитована од 4. октобра 2022. до 31. јануара 2023. године на РТС 1. Друга сезона садржи 12 епизода.

## Радња
Девет познатих случајева у којима су починиоце убистава бранили адвокати Вељко Губерина, Филота Фила и Јован Баровић, пратићемо у нових 12 епизода друге сезоне.
Приче су још комплексније и узбудљивије, а осим професионалног, серија у другој сезони открива и делове приватног живота чувених бранилаца.

## Епизоде
| Бр. у серији | Бр. у сезони | Назив                                  | Редитељ          | Сценариста                                  | Премијерно емитовање |
| --- | ------------ | -------------------------------------- | ---------------- | ------------------------------------------- | -------------------- |
| 10 | 1            | Ко чува чуваре? (први део)             | Гојко Деспотовић | Владимир Манчић, Биљана Максић и Сања Савић | 4. октобар 2022.     |
| Радња епизоде се одвија у Црној Гори, 1942. године и у Београду, 1975. године. Адвокат Јован Баровић, некадашњи учесник НОР-а, борац Прве пролетерске бригаде а касније под надзором као дисидент, добија кришом поруку од официра УДБЕ Јанка Кривокапића да се нађу у једном угледном београдском хотелу. Адвокат Баровић који је очекивао неку нову методу застрашивања, на властито изненађење нашао се пред новим случајем и на прагу једног великог пријатељства. Јанкова прича води нас у прошлост, разоткрива дешавања од 1942 - 1974, од Црне Горе до Београда и отвара питања корупције, злочина и љуштуре која их је скривала. |              |                                        |                  |                                             |                      |
| 11 | 2            | Ко чува чуваре? (други део)            | Гојко Деспотовић | Владимир Манчић, Биљана Максић и Сања Савић | 11. октобар 2022.    |
| Радња епизоде се одвија у Црној Гори, 1942. године и у Београду, 1975. године. Када Јанко Кривокапић напокон проналази човека за којим је цео живот трагао, Балшу Ђоковића високог функционера СУБНОР-а, размотава се клупко догађаја и Јанко преузима ствар у своје руке. Јован Баровић, који је преузео одбрану Јанка Кривокапића, кроз процес суђења покушава да укаже на то ко је био Балша Ђоковић, на његову проблематичну прошлост и корупциону мрежу која га је окруживала. Да ли ће Баровић успети у одбрани свог клијента, уколико та одбрана подразумева и прихватање дела кривице самог система, који је однеговао људе попут Балше Ђоковића? |              |                                        |                  |                                             |                      |
| 12 | 3            | Илијино посрнуће                       | Гојко Деспотовић | Владимир Манчић, Биљана Максић и Сања Савић | 18. октобар 2022.    |
| Голија, 1971. године: Млади Илија, након смрти оца и мајке, заједно са сестром Јованком преузима бригу о имању и млађој браћи коју је требало одшколовати. Принуђен да рано одрасте, Илија није имао обично детињство као друга деца. Био је затворен и тешко је исказивао емоције. Једног дана упознаје прелепу Ковиљку, што ће у потпуности преокренути Илијин живот. Злочин је почињен, цех се испоставља појединцу. Вељко Губерина преузима случај а кроз ток истраге отварају се многа питања. |              |                                        |                  |                                             |                      |
| 13 | 4            | Коцка је бачена (први део)             | Гојко Деспотовић | Владимир Манчић, Биљана Максић и Сања Савић | 25. октобар 2022.    |
| У Београду, 1967. године пратимо причу о младом Драгутину Гарићу, ситном коцкару, жељном лаке зараде и лагодног живота, и Сими Лутовцу, криминалцу мало озбиљнијег профила, чије дружење доводи до трагичних последица. Адвокат Вељко Губерина је младог Гарића бранио приликом првог хапшења због нелегалне коцке. Од тада је стално бринуо и апеловао на њега да промени свој живот, да заврши факултет, да се запосли, све до тренутка када сазнаје да је Гарић поново ухапшен и то због много озбиљнијег злочина. Да ли ће адвокат Вељко Губерина дати другу шансу младом Гарићу и преузети његову одбрану и да ли је Драган Гарић заиста починио злочин за који га оптужују? |              |                                        |                  |                                             |                      |
| 14 | 5            | Коцка је бачена (други део)            | Гојко Деспотовић | Владимир Манчић, Биљана Максић и Сања Савић | 1. новембар 2022.    |
| Београд, 1967. године: Адвокат Вељко Губерина иако је донео одлуку да ће прихватити одбрану Драгутина Гарића, неочекивани сплет догађаја ће га спречити у томе. Одбрану преузима Губеринин колега адвокат Аћимовић. Оставши без Губеринине подршке у одбрани, Гарић схвата да је остао без једине особе којој је истински стало до њега. Да ли ће Губерина успети да превазиђе све препреке и да се врати суђењу младом Гарићу, којем прети смртна казна? Да ли ће допрети до истине у овој замршеној причи о пљачки, убиству, похлепи, несмотрености, пријатељству и покајању? Коцка је бачена, коло среће се окреће, па шта буде биће! |              |                                        |                  |                                             |                      |
| 15 | 6            | Очеви и синови                         | Гојко Деспотовић | Владимир Манчић, Биљана Максић и Сања Савић | 8. новембар 2022.    |
| Жарково, 1968. године: Милун Марковић живео је у нескладном браку за женом Звезданом са којом је имао двоје деце и волео их је више од свега. Трудио се да прехрани породицу најбоље што је умео али није могао да их спасе немаштине. Као породичан и обичан човек, Милун Марковић никада није слутио, да ће га безрезервна љубав према онима које највише воли и немогућност да се супротстави константном ниподаштавању и малтретирању, довести до несрећног сплета околности који ће заувек променити његов живот. Адвокат Филота Фила преузима Милунову одбрану. Борећи се за његов живот, преиспитује и сопствена уверења о породици, привржености и оданости. Да ли је Милунов спас у ослобађању од смртне казне или је спас у праштању онима које воли и опросту од оних који га воле. |              |                                        |                  |                                             |                      |
| 16 | 7            | Три д(р)аме Андре Ивковића (први део)  | Гојко Деспотовић | Владимир Манчић, Биљана Максић и Сања Савић | 15. новембар 2022.   |
| Шушањ, Црна Гора, 1948. - 1967. године: Након великог бродолома, Андро Ивковић као једини преживели, остаје без своје веренице Сузане и сведочи смрти великог дела своје породице и пријатеља. Након дугог туговања и лечења, Андро успева да се врати у нормалан живот. Упознаје Јованку, са којом наизглед проналази мир и добија ћерку Нађу. Али и Јованка има своје тајне... Разочаран у Јованку, у Андров живот улази нова жена Вера али и нови комшија Стамен Мартиновић. Изгубљена Сузана, огорчена Јованка, збуњена Вера, стасала Нађа и бескрупулозни Стамен, свако на свој начин утицаће на Андров живот. |              |                                        |                  |                                             |                      |
| 17 | 8            | Три д(р)аме Андре Ивковића (други део) | Гојко Деспотовић | Владимир Манчић, Биљана Максић и Сања Савић | 20. децембар 2022.   |
| Шушањ, Црна Гора, 1967. године: Адвокат Филота Фила на позив црногорског адвоката Јована Вукчевића, прихвата одбрану Андре Ивковића. Са доласком у Црну Гору, није могао ни да наслути шта ће га дочекати... Филота Фила добија полицијско обезбеђење, јер је изложен константним претњама и нападима. Кроз ток суђења, откривамо сва дешавања која су довела до злочина који је Андро Ивковић починио. Андро је био заклети роб двеју речи: част и поштење. Није правио компромис са тим, то је било његово бреме. Да ли ће Филота Фила успети да спаси живот Андри Ивковићу? или је Андро са својим животом завршио онога дана када је као једини преживели из бродолома, дотакао тло обале?                                                                                                 |              |                                        |                  |                                             |                      |
| 18 | 9            | Пуцњи у фабрици                        | Гојко Деспотовић | Владимир Манчић, Биљана Максић и Сања Савић | 27. децембар 2022.   |
| Власеница, Босна и Херцеговина, 1966. године: Сваки човек има своју меру неправде коју може да поднесе. И своју тачку где пуца. Тодор Петровић је пукао и Тодор Петровић је пуцао. Назвали су га монструмом, чудаком, лудаком... Изопштили су га и ућуткивали. Због чега? Филота Фила преузима одбрану Тодора Петровића, вишеструког убице, јер можда ипак и није све као што изгледа... |              |                                        |                  |                                             |                      |
| 19 | 10           | Две слободе једне Бранке               | Гојко Деспотовић | Владимир Манчић, Биљана Максић и Сања Савић | 10. јануар 2023.     |
| Лазаревац, 1974. године: Бранка, изванредна ученица, из скромне породице у којој живи само са мајком, упознаје Александра, сина угледног адвоката. Када Бранка сазнаје да је трудна, њихова безбрижна љубав суочава се са свим тегобама једног реалног живота, у којем свако од њих показује своје право лице и границе сопствене издржљивости или потпуног краха. Вељко Губерина преузима случај и суочава се са несрећном слободом насталом из нужде. Да ли после тако добијене слободе, остане у човеку бар мрвица, бар сећање на ону слободу што нам је дата рођењем? Или се даље живи из нужде... |              |                                        |                  |                                             |                      |
| 20 | 11           | Обележени                              | Гојко Деспотовић | Владимир Манчић, Биљана Максић и Сања Савић | 24. јануар 2023.     |
| Сопот, 1959. године: Млади Милорад Марковић - Рица, породичан човек, ромског порекла, са својом вољеном супругом очекивао је принову. Био је вредан, имао је амбиције да направи нешто од свог живота, што је својим радом и постизао. Његов живот, са свим потешкоћама и неправдама са којима се сусретао, ипак је текао добро, све до једног дана, када је на повратку кући возом, уплетен у сукоб који се завршио са трагичним последицама. Рица бива оптужен за убиство у возу, а случај преузима адвокат Вељко Губерина. Да ли ће Губерина успети да спаси живот младом Рици и да ли ће пре свега успети да се избори са предрасудама, предубеђењима и нетолеранцијом? |              |                                        |                  |                                             |                      |
| 21 | 12           | Демиров немир                          | Гојко Деспотовић | Владимир Манчић, Биљана Максић и Сања Савић | 31. јануар 2023.     |
| 1978. година, Тетово, Македонија: Демир, по изласку из затвора упознаје прелепу Шефку. Љубав се рађа између двоје младих али како то обично бива, Шефка је обећана другоме... Прича о наивној вери да љубав може да победи утицај обичаја, средине и очекивања породице. Вељко Губерина и Милан Вујин наћи ће се као браниоци у овој потресној причи једног несрећног и трагичног сазревања. |              |                                        |                  |                                             |                      |